# Артемьев, Александр Николаевич
Александр Николаевич Артемьев — российский физик-ядерщик, лауреат Государственной премии СССР (1976).

## Биография
Родился 10 августа 1942 года.
Умер 9 августа 2022 года.
После окончания института работал в ИАЭ (НИЦ Курчатовский Институт), в 1987—2016 гг. начальник лаборатории, в дальнейшем — ведущий научный сотрудник.
Кандидат физико-математических наук (1976). Имеет учёное звание «старший научный сотрудник». Диссертация:
- Исследование брэгговских дифракций 14,4 кэВ резонансных гамма-лучей на монокристалле гематита : диссертация … кандидата физико-математических наук : 01.04.07. — Москва, 1973. — 117 с. : ил.

Государственная премия СССР 1976 года (в составе авторского коллектива) — за цикл работ по предсказанию, обнаружению и исследованию эффекта подавления ядерных реакций в совершенных кристаллах.
Сочинения:
- Синхротронное излучение. Некоторые применения в материаловедении : [В 3 ч.] / А. Н. Артемьев, В. Н. Яльцев ; М-во общ. и проф. образования Рос. Федерации и др. — М. : МИФИ, 1998-. — 20 см. Ч. 1. — М. : МИФИ, 1998. — 93 с. : ил.; ISBN 5-7262-0162-0
- А. Н. Артемьев, В. А. Кабанник, Ю. Н. Казаков, Г. Н. Кулипанов, Е. А. Мелешко, В. В. Скляревский, А. Н. Скринский, Е. П. Степанов, В. Б. Хлестов, А. И. Чечин, «Эксперимент по возбуждению мёссбауэровского уровня 57Fe с помощью синхротронного излучения», УФН, 128:1 (1979)
- Обработка амплитудных спектров в измерениях с ионизирующим излучением при недостаточном энергетическом разрешении детектирующей аппаратуры, Маевский А. Г., РезвовВ. А., Артемьев А. Н., Артемьев Н. А., Демкив А. А., Забелин А. В., Кириллов Б. Ф., Порохова А. В., Приборы и техника эксперимента, 1, 78-80, 2010